# Miskito
För artikeln om språket miskito, se Miskito (språk).
Miskito är en centralamerikansk folkgrupp med indianskt ursprung. De flesta miskito bor i Nicaragua eller Honduras. Folkgruppen har ett eget språk, miskito, men det finns stora grupper miskito som talar miskito-engelskt kreolspråk, spanska, rama och andra språk. Det engelska kreolspråket uppkom genom täta kontakter med britterna. Många miskito är kristna, bland annat inom den moraviska kyrkan som började sin mission på 1840-talet.
Det finns få, om någon, fullblodsmiskito idag. Detta beror på att med tiden har många förrymda slavar sökt skydd hos miskitofolket och även gift sig med dem. Deras territorium är svåråtkomligt och folkgruppen har därför blivit utsatt för ringa påverkan av de spanska erövringarna i området. Miskito kan även stavas Mosquito, Mísquito, Mískitu.
Miskito har givit namnet Miskitokusten åt Nicaraguas och Honduras östkust. Centrum för miskito är Puerto Cabezas i nordöstra Nicaragua, Región Autónoma del Atlántico Norte (RAAN).

## Historik

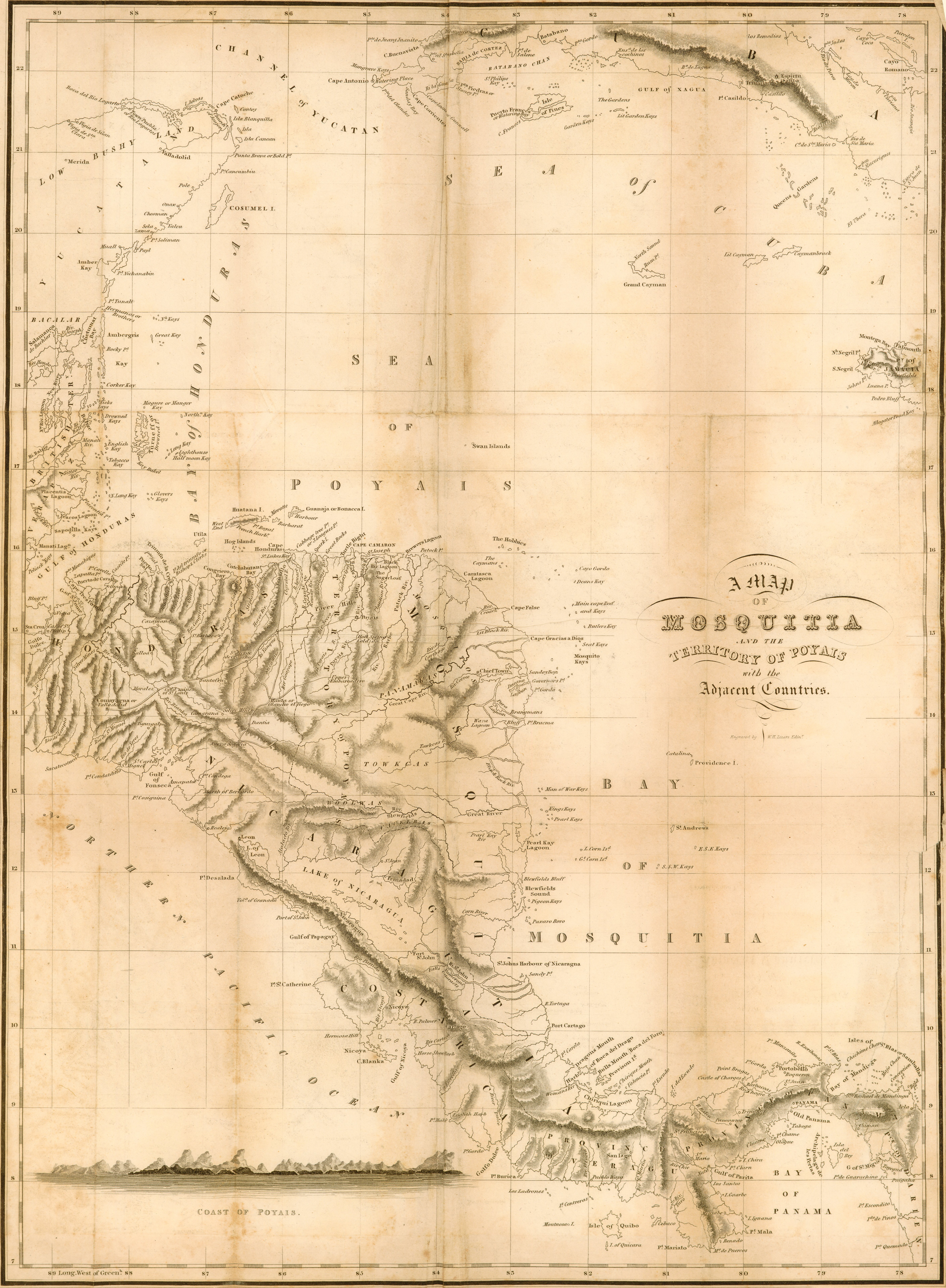
Det röda området markerar Miskitos område

Det traditionella miskitosamhället var starkt strukturerat, med en väldefinierad politisk struktur. Det fanns en kung, men makten var delad mellan kungen, en guvernör, en general och på 1750-talet en amiral. Detta politiska system och samarbetet med Storbritannien möjliggjorde att miskitofolket kunde bibehålla sin självständighet under det spanska styret och under den centralamerikanska federationen. Däremot upptogs de som ett departement i Nicaragua 1894. 
Nationen miskito skapades vid någon tidpunkt innan 1625. Historiska fakta om kungarna är dock ofta dunkel och många av de tidiga kungarna är halvmytiska. Det är inte förrän 1687 som det första historiska beviset finns för en kung, Jeremy I. Den första kungen som nämns i skrift kallas Oldman, son till en namnlös miskitokung. Den första kontakten med britterna skedde 1630 när ett brittiskt handelsbolag, Providence Island Company, ockuperade två mindre rev utanför Moskitkusten. Kontakten var vänskaplig och gjordes under Oldmans fars styre, som senare skickade Oldman till Storbritannien där Oldman mottogs i audiens hos kung Karl I av England. Från 1655 proklamerade Storbritannien Miskito som protektorat och det varade till 1859. En formell vänskapsallians slöts 1740 mellan Miskito och Storbritannien som följdes av utnämningen av en bofast Superintendent 1749. Spanska nybyggare anlände till miskitos område 1787, men miskito fortsatte dominera området på grund av sin stora befolkning och erfarna militär.
Genom det brittiska ekonomiska intresset för Centralamerika (speciellt Brittiska Honduras, numera Belize) kunde miskito skaffa sig gevär och andra moderna vapen. Så snart som miskito hade skaffat vapen började de dock tillsammans med sambo (folk med både afrikansk och indiansk härkomst) att göra räder mot spanska kolonier i Honduras. Orsaken till räderna var dels att rädda tillfångatagna miskitos innan de blev bortförda som slavar, dels att förslava andra indianfolk och sälja dessa till britterna för arbete på Jamaica. Räderna fortsatte långt efter det att fientligheterna mellan Storbritannien och Spanien hade tagit slut. Miskitofolket förslavade även kvinnor från andra stammar, och eftersom polygami var tillåtet ökade befolkningen kraftigt under denna tid.
Miskitofolket ansåg sig under lång tid vara överlägset andra stammar i området, som de refererade till som "vilda". Historiker anser att miskito sökte en brittisk identitet, och faktum är att europeiska kläder var populära hos miskito. Britterna namngav till och med miskitokungar. 
Under det amerikanska frihetskriget 1775-83 attackerade miskito tillsammans med britterna spanska kolonier, och vann flera segrar. Trots detta var Storbritannien tvunget att avstå från makten över Moskitkusten i freden 1783 och det brittiska tillbakadragandet avslutades i slutet på juni 1787. Även om Storbritannien tappade den formellan makten över landet Miskito ingrep de vid flera tillfällen för att försvara Miskito mot spanska intrång. 

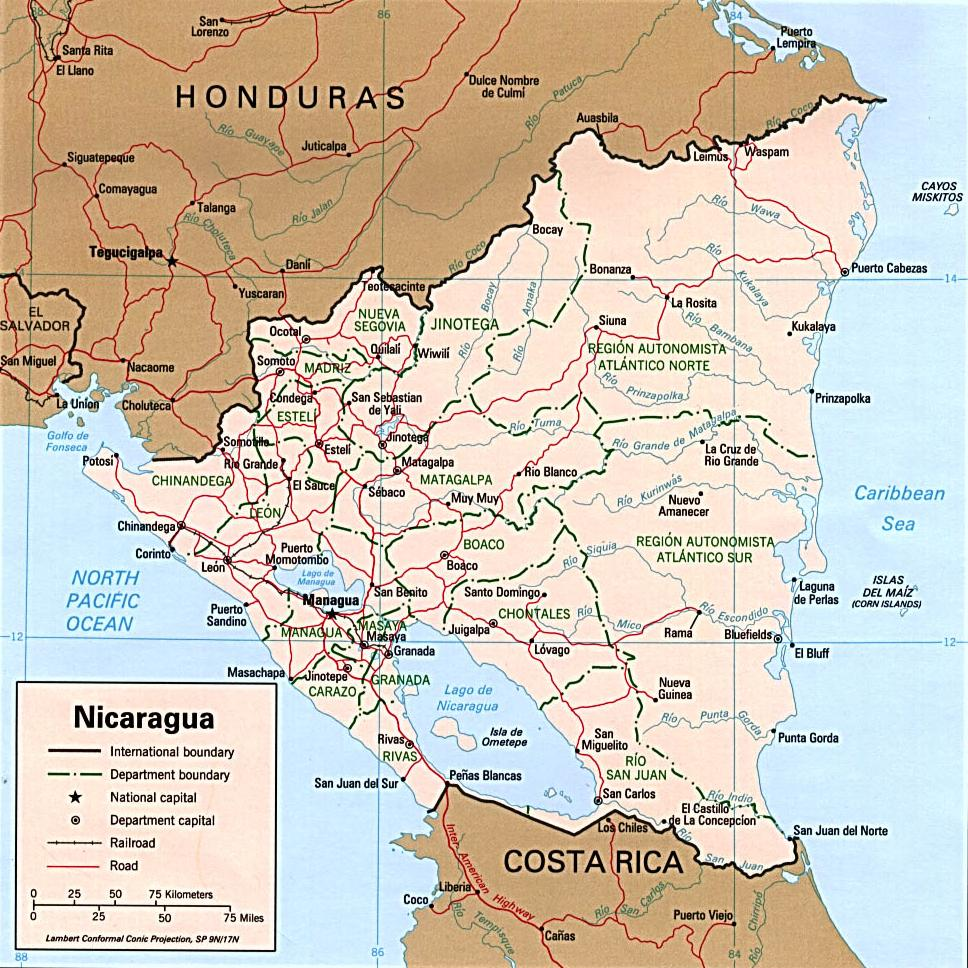
Karta över nuvarande Nicaragua. Flertalet av ortnamnen nedan återfinns på kartan

1848 attackerade miskito med stöd från britterna staden Greytown (idag San Juan del Norte). Detta väckte stor uppståndelse och irritation i USA och det fanns till och med risk för krig. Genom Clayton-Bulwer freden 1850 lovade både USA och Storbritannien att varken befästa, kolonisera eller utöva äganderätt över någon del av Centralamerika. Detta var strategiskt viktigt för USA eftersom de fruktade en alltför stor brittisk kontroll över den påtänkta Panamakanalen. 
Som en följd av fredsavtalet överlämnade Storbritannien i november 1859 sitt protektorat över Miskito till Honduras. Detta väckte stor irritation bland miskitofolket, vilka revolterade inte långt därefter. Den 28 januari 1860 slöt istället Storbritannien ett fredsavtal med Nicaragua (Managuafreden) som överförde bestämmanderätten över hela den karibiska kusten från Cabo Gracias a Dios till Greytown. Miskitofolket garanterades självbestämmanderätt i det mer begränsade Mosquitoreservatet. Deras statsöverhuvud George Augustus Frederic II accepterade avtalet på villkor att miskito skulle behålla sin självbestämmanderätt och att de skulle få en årlig ersättning på 1000 pund. När Fredric II avled 1865 vägrade Nicaragua däremot erkänna hans efterträdare. 
Reservatet fortsatte att styras av ett lokalt valt statsöverhuvud, bistådda av en administrativ rådsförsamling som möttes i Bluefields. Moskito tillbakavisade under denna period kraven från det suveräna Nicaragua att ha inflytande över miskitos inre angelägenheter. Denna stridsfråga avgjordes med en skiljedom från Österrikes kejsare 1880, som dömde till fördel för miskitos självbestämmande. 
Efter fjorton år av nästan totalt självbestämmande blev slutligen nationen miskito en del av Nicaragua den 20 november 1894. Versionerna går isär huruvida miskitofolket själva gav upp självbestämmanderätten eller om Nicaragua ockuperade landet. Miskito har dock aldrig känt sig kontrollerade av den nicaraguanska regeringen, och många miskito anser sig än idag inte vara nicaraguaner. Det som tidigare var Moskitkusten blev det nicaraguanska departementet Zelaya. Under 1980-talet ersattes departementet av RAAN (Región Autónoma del Atlántico Norte) och RAAS (Región Autónoma del Atlántico Sur), två autonoma regioner med viss självbestämmanderätt. 
Under 1970- och 1980-talet utsattes miskito för ett försök att tvingas till underkastelse av sandinisterna. Upp emot hundra byar förstördes och 8 500 miskitos omlokaliserades. Som en reaktion bildade miskito tillsammans med de allierade indiangrupperna suma och rama den regeringsfientliga gerillan MISURASTA, allierad med contras.